# 郝普
郝 普（かく ふ、生没年不詳）は、中国後漢時代末期から三国時代にかけての政治家、武将。字は子太。荊州義陽郡の人。初めは劉備に仕えたが、後に孫権に降り、呉の政治家となった。

## 事跡
建安19年（214年）、劉備が益州を平定すると、郝普は零陵太守に任命され、荊州の関羽の下に属した。この年、孫権は劉備が返還を渋っていた長沙・零陵・桂陽の3郡に太守を任命して派遣したが、関羽にいずれも追い払われた。怒った孫権は、自ら軍を率いて陸口に駐屯し、魯粛を巴丘に駐留させて関羽の動きを封じ、呂蒙に3郡を攻め取らせた。長沙・桂陽の2郡はすぐに降伏したが、零陵の郝普は降伏を受け入れず、そのまま守備した。

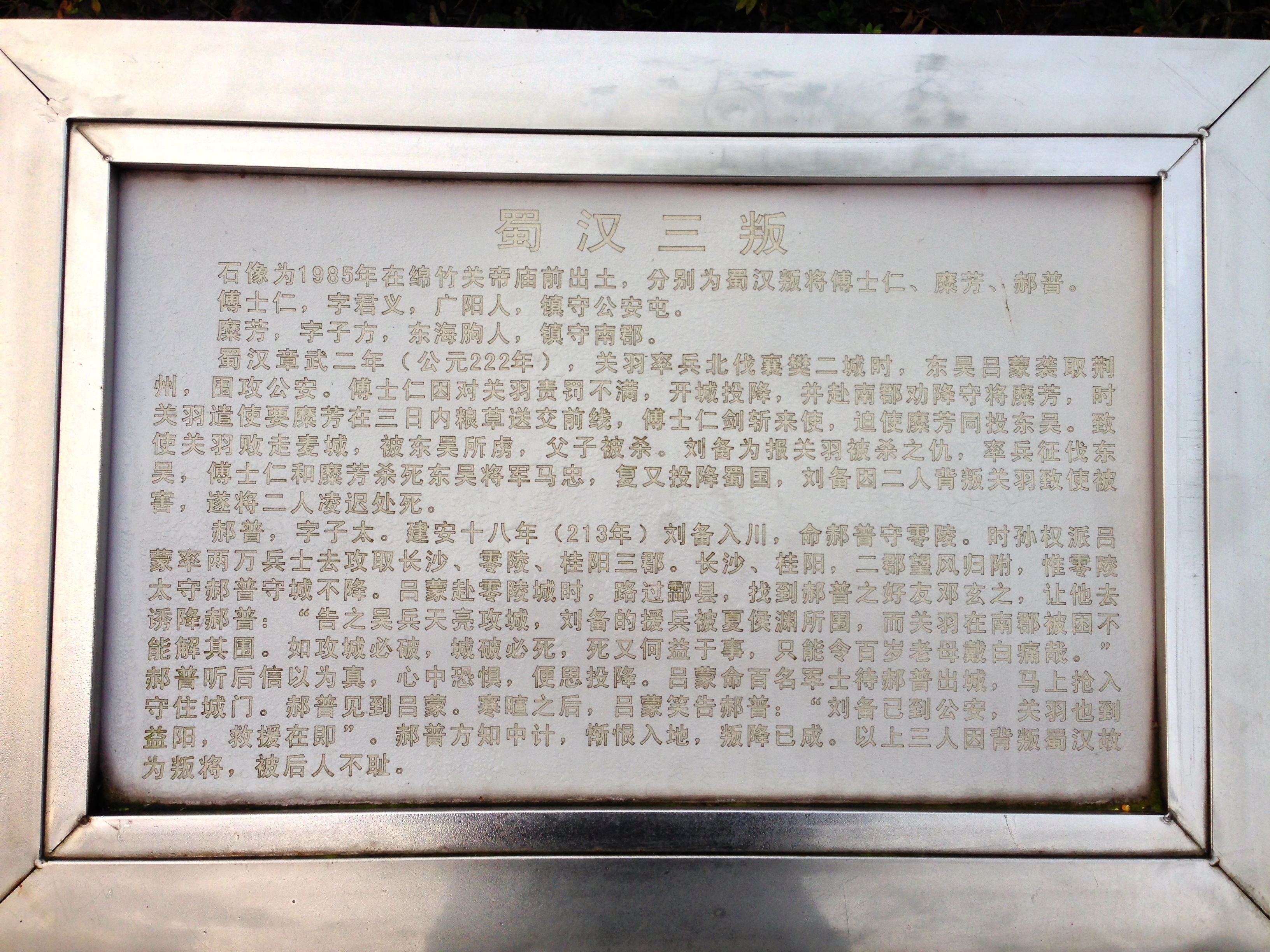
傅士仁、糜芳らとともに蜀漢三叛とされたことを解説する石碑（諸葛双忠祠）

まもなく、劉備が自ら軍を率いて公安に来援したため、関羽は3郡を奪回しようと益陽に向かった。一方孫権は、呂蒙に魯粛を救援するよう命令した。この際に呂蒙は、郝普の古くからの友人である南陽の鄧玄之という人物を引き入れたという。呂蒙は鄧玄之を、零陵の郝普の元に派遣し「劉備が漢中で夏侯淵に包囲されて動けず、関羽も南郡で孫権に破られた」と、偽の情報を告げさせた。このため郝普はこれを知ると戦意を喪失して降伏した。しかしその後、呂蒙と対面した際に実情が全く異なっていたことを知らされ、また呂蒙に手を叩いて嘲笑されたため、慙愧に耐えず突っ伏してしまった。
まもなく、劉備と孫権の間で和解が成立すると、郝普は劉備の下へ一旦返された（呉書呂蒙伝）。ところがその後、孫権の下へ戻ってきている。呉での郝普は廷尉にまで昇進した。
黄龍2年（230年）に呉へ投降した青州の隠蕃は、その才能から廷尉監に任命された。郝普は隠蕃と親しく交遊し、朱拠と共に「隠蕃には王佐の才がある」と賞賛した。郝普は隠蕃が高位を得られないことについて、不平を漏らすほどであったという。しかし隠蕃が魏から送り込まれた間諜であったことが後に分かり、孫権に誅殺される事件が起こった。このため郝普もその責任を孫権から糾弾され、自殺に追い込まれることとなった。
蜀漢の楊戯が著した『季漢輔臣賛』に名を列ねているが、やはり糜芳・士仁・潘濬と共に「魏・呉2国の笑い者になった者達」と評されている。なお、小説『三国志演義』には登場しない。